# Керси, Боб
Боб Керси (род. Зона Панамского канала, Панама) — американский тренер по лёгкой атлетике, муж и тренер Джекки Джойнер-Керси.  
Выпускник средней школы Сан-Педро, колледжа Лос-Анджелес Харбор (где он был финалистом чемпионата штата в барьерном беге), университета штата Калифорния в Лонг-Бич (бакалавр физического воспитания в 1978 году) и университета штата Калифорния в Нортридже (магистр практической психологии).  Во время учёбы в Нортридже тренировал местную легкоатлетическую команду.  В 1980 году перешёл в Калифорнийский университет в Лос-Анджелесе, где 4 года работал помощником тренера. Затем он стал главным тренером и завоевал репутацию человека, воспитывающего атлетов мирового уровня. Многие из его воспитанников сами стали тренерами.
В 2005 году он был объявлен тренером года по лёгкой атлетике.
Утверждается, что он потратил $265 тыс. на оплату юридических услуг в связи с проигранными им судебными исками.

## Воспитанники Боба Керси
- Джекки Джойнер-Керси
- Дон Харпер
- Ша-ри Пендлтон[англ.]
- Валери Бриско-Хукс
- Гейл Диверс
- Грег Фостер
- Андре Филлипс
- Джером Беттис[англ.]
- Эллисон Феликс
- Шон Кроуфорд
- Андреа Андерсон
- Шерри Ховард
- Жанетт Болден
- Флоренс Гриффит-Джойнер
- Мишель Перри[англ.]
- Джинни Кроуфорд[англ.] (урожд. Пауэлл)
- Керрон Клемент
- Джоанна Хайес[англ.]